# Города развития
Города развития (от ивр. עיירת פיתוח‎ Аяра́т питу́ах) — термин, используемый для обозначения новых поселений, которые были построены в Израиле в 1950—1960-х годах с целью обеспечения жильём новых репатриантов, которые до этого размещались во временных лагерях. Другой целью появления таких городов стала необходимость развития периферийных районов страны.

## Историческая справка
До 1948 года все репатрианты, прибывающие в Палестину, размещались в основном в кибуцах и городах. После образования Израиля в страну хлынули потоки беженцев из Европы и арабских стран, таких как Марокко, Тунис, Ирак, Иран, Египет и Йемен. В 1950 году поток репатриантов превысил все возможные пределы, и правительство Израиля приняло решение о создании специальных лагерей беженцев — маабарот. Сначала основным типом построек в лагерях были палатки, а позже бараки. Такие лагеря не подходили для длительного проживания.
В 1951 году правительство Израиля приняло решение о создании новых городов. Было решено строить новые города в малоразвитых районах страны, в районах, где еврейское население состояло в основном из сельских жителей (кибуцников). Такие города должны были создать новые рабочие места и способствовать развитию инфраструктуры, с этими целями были созданы такие города, как Бейт-Шемеш, Хацор-ха-Глилит и Сдерот.
Также новые города были построены в тех местах, где имелись природные богатства и красивые природные ландшафты, которые можно было использовать как зоны отдыха. С этими целями были основаны города-курорты Ашкелон (город на берегу Средиземного моря) и Арад (город в пустыне Негев, примечательный своим чистым воздухом). Города Иерухам и Офаким, расположенные в пустыне Негев, были созданы для проживания в них работников промышленных предприятий.
Некоторые города были созданы для усиления еврейского присутствия в областях страны, заселённых в основном палестинскими арабами и арабами Израиля. С этими целями были созданы города Кармиэль и Нацерет-Илит в Галилее. После Шестидневной войны 1967 года с этими же целями создавались посёлки городского типа на территории Западного берега реки Иордан, здесь были созданы такие поселения как Кирьят-Арба и Ариэль
Первый город развития был основан в 1950 году в 30 километрах от Иерусалима, этим городом стал Бейт-Шемеш.
Проект города развития был удостоен премии Израиля в 1984 году в номинации «за особый вклад в развитие общества и государства».

## Современное состояние
В городах развития живут самые разные группы израильтян. В том числе и религиозные евреи, среди которых наблюдается большая рождаемость, что в свою очередь способствует росту городов развития.
После начала массовой алии евреев из Советского Союза, а затем из стран СНГ, города развития получили ещё большее развитие. На данный момент репатрианты из бывшего СССР и стран СНГ составляют значительную часть населения таких городов, как Арад и Сдерот.
Города развития субсидируются государством, на их развитие выделяются деньги, их жителям предоставляются различные льготы, но несмотря на это большинство городов (особенно на юге страны) плохо развиты в сфере экономики и являются одними из беднейших районов страны.

## Список городов развития
| Центр страны - Бейт-Шемеш - Ор-Йехуда - Явне | Север страны (Галилея) - Бейт-Шеан - Кармиэль - Хацор-ха-Глилит - Кирьят-Шмона - Мигдаль-ха-Эмек - Нацрат-Иллит - Шломи - Йокнеам | Южный Израиль (Негев) - Арад - Димона - Кирьят-Гат - Кирьят-Малахи - Мицпе-Рамон - Нетивот - Офаким - Сдерот - Йерухам |

## Галерея

Города развития
Город Мицпе-Рамон в 1957 году
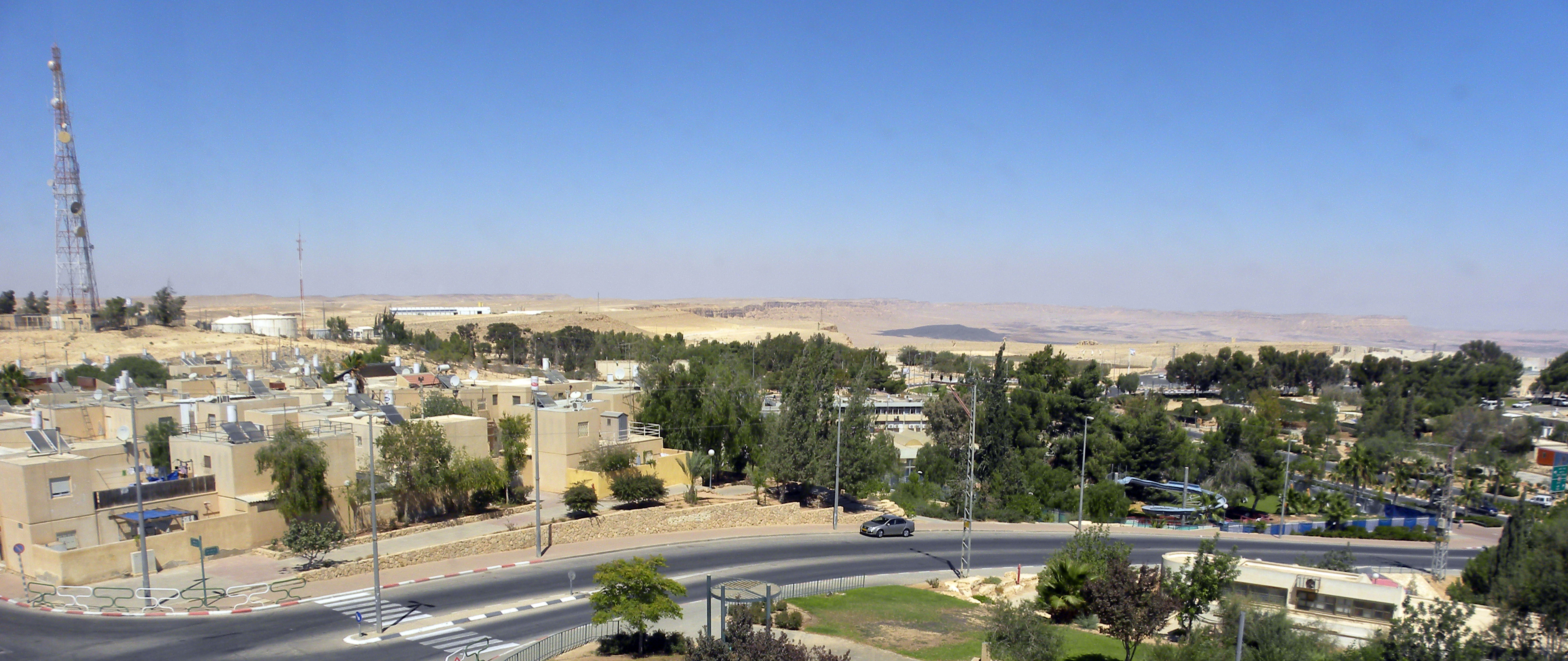
Город Мицпе-Рамон в 2009 году
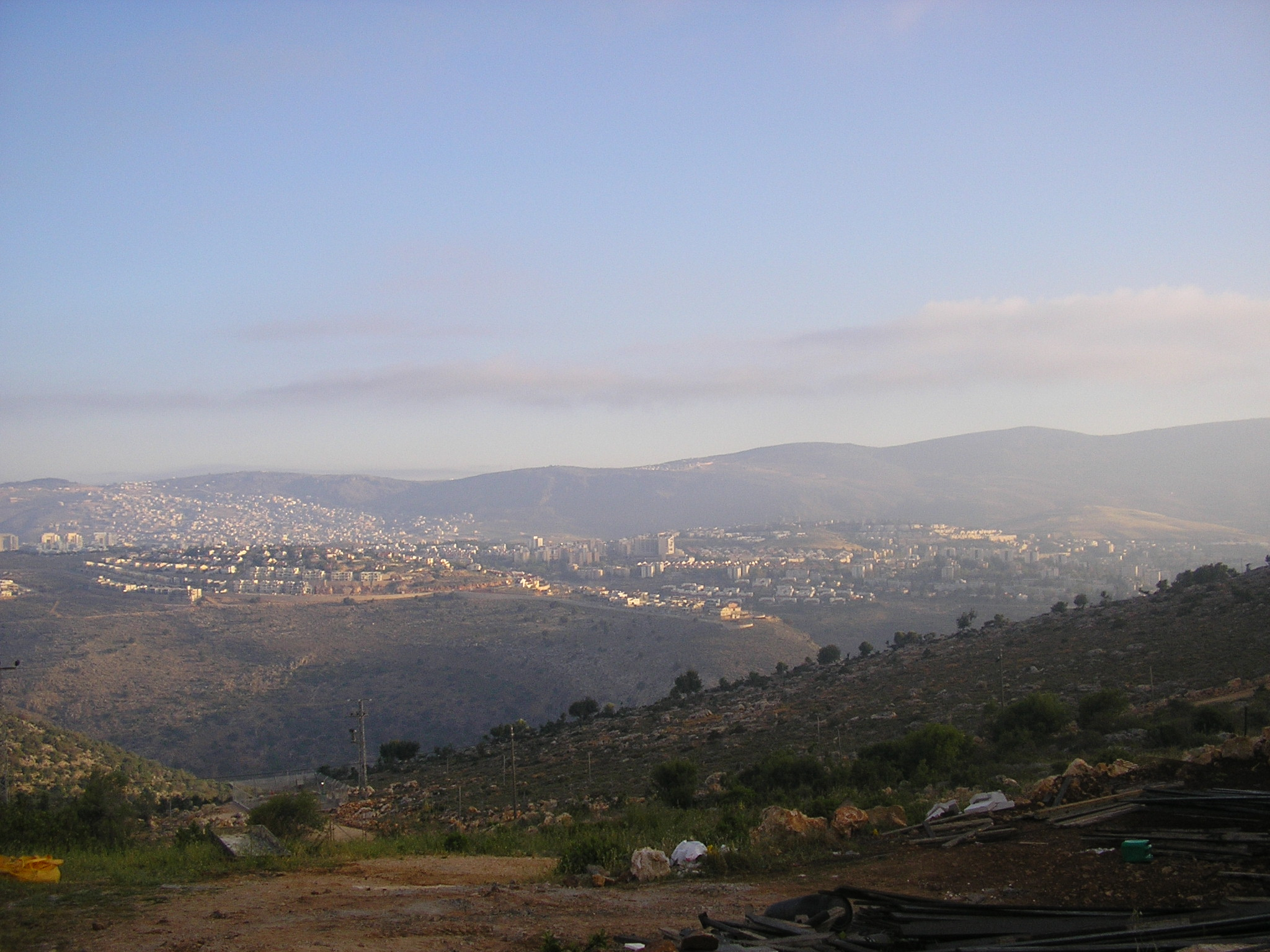
Вид на город Кармиэль
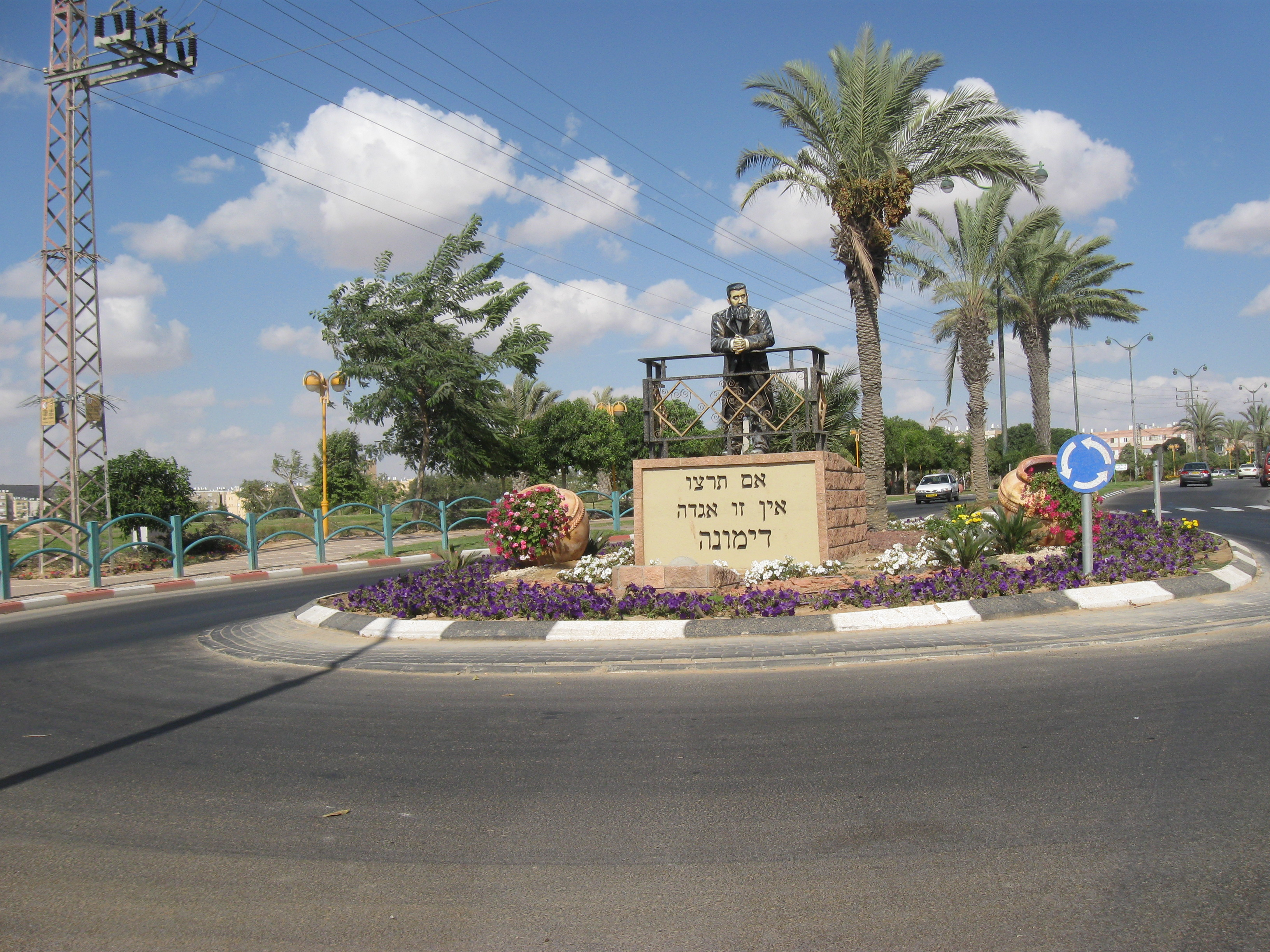
Площадь имени Теодора Герцеля в городе Димона
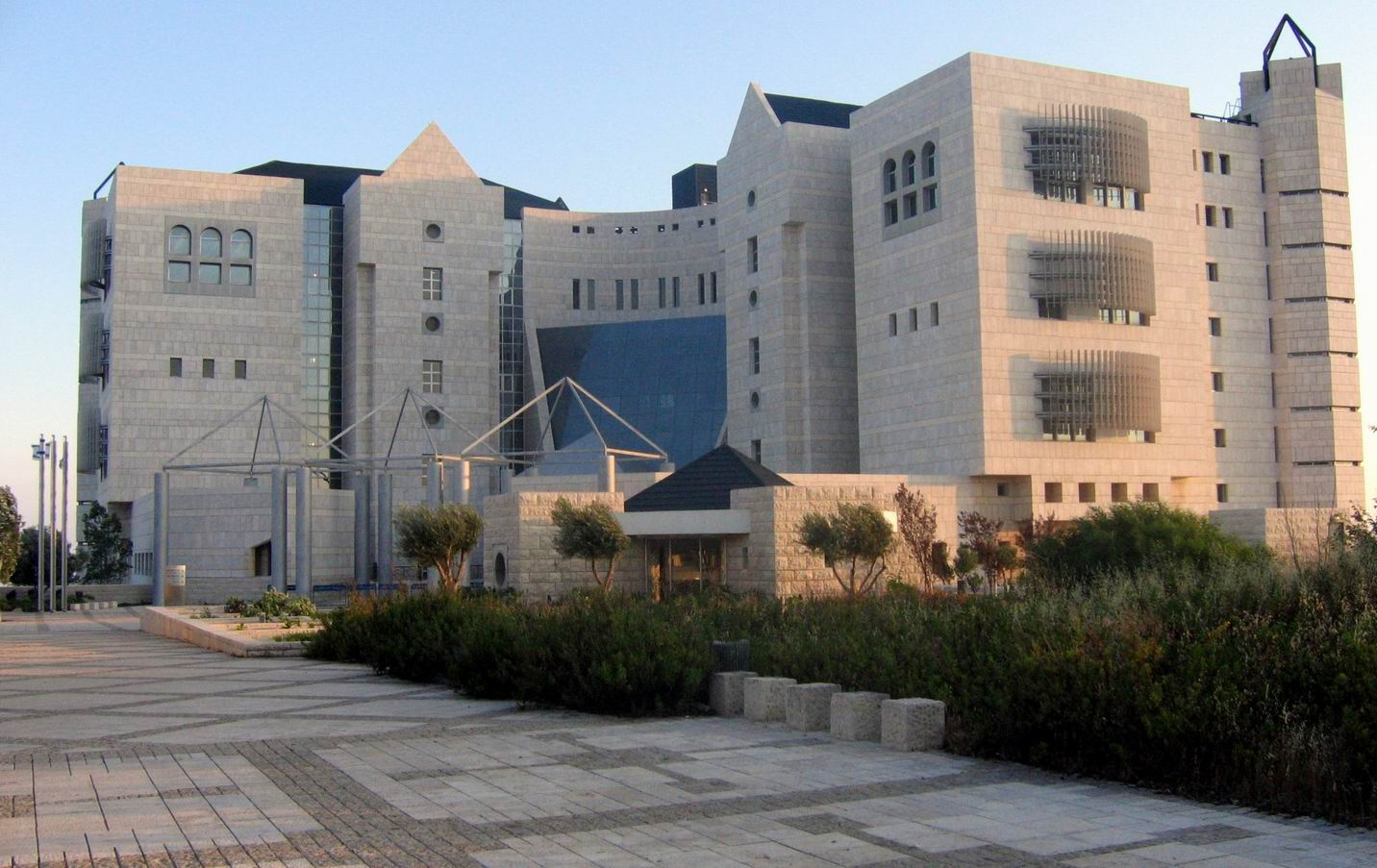
Суд города Нацрат-Иллит
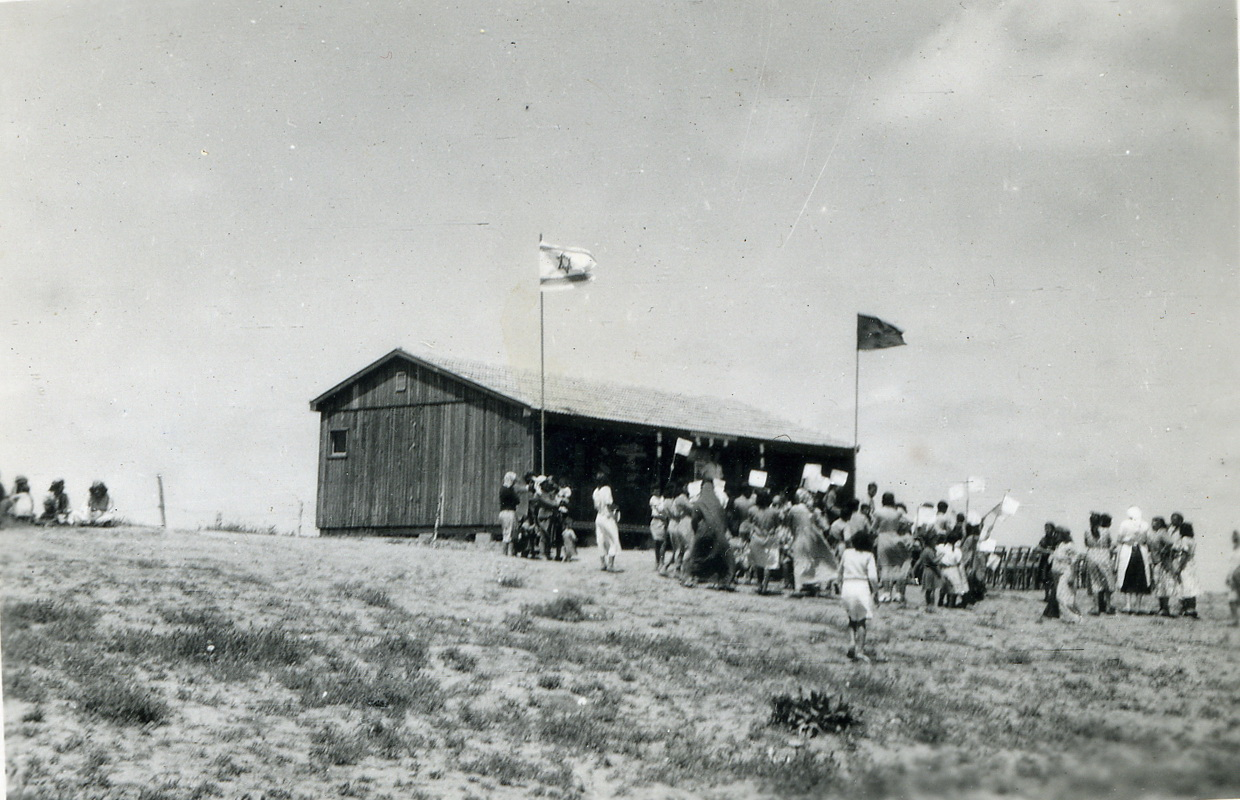
Школа в городе Сдерот, 1950 год.
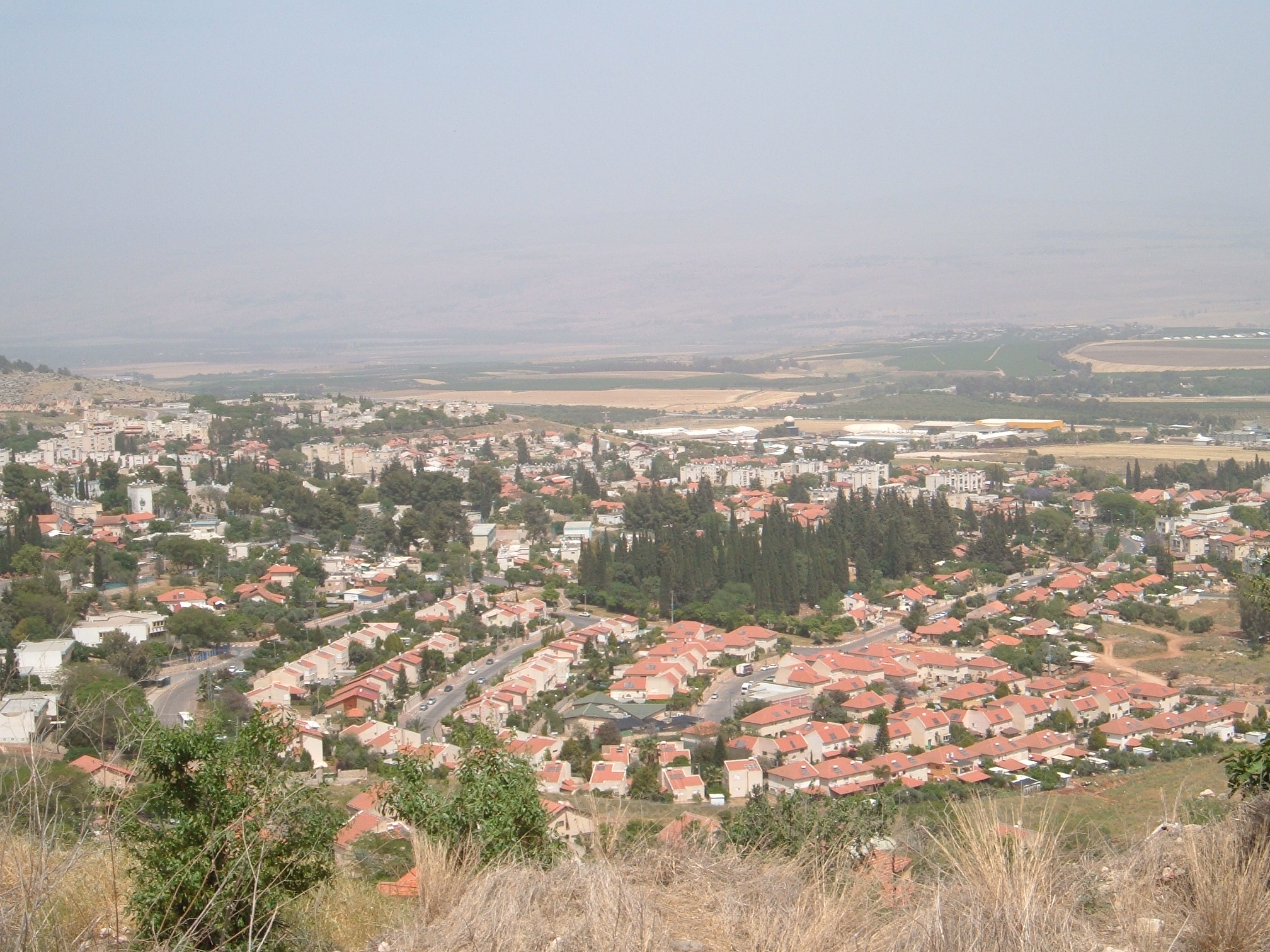
Вид на город Хацор-ха-Глилит со стороны Рош-Пины